# كاتب الليل (فلم 2020)
كاتب الليل (بالإنجليزية: The Night Clerk) فيلم جريمة درامي أمريكي لعام 2020 من تأليف وإخراج مايكل كريستوفر. تمثيل تاي شيريدان وآنا دي أرماس، ويروي قصة كاتب ليلي في فندق يصبح مركز تحقيق في جريمة قتل. صدر الفيلم في 21 فبراير 2020.

## طاقم التمثيل
- تاي شيريدان: في دور بارت بروملي (نجل إثيل)

- هيلين هانت: في دور إثيل بروملي (والدة بارت)

- آنا دي أرماس: في دور أندريا ريفيرا

- جون ليجويزامو: في دور المحقق إسبادا

- جوناثون شاش: في دور المحقق نيك بيريتي

- جاك غراي: في دور كارين بيريتي

- أوستن آرتشر: في دور جاك ميلر[2]

## ملخص أحداث الفيلم
بارت بروملي هو كاتب ليلي في إحدى الفنادق، وهو ذكي للغاية ومصاب بمتلازمة أسبرجر (يُظهر المصابون بهذه المتلازمة صعوبات كبيرة في تفاعلهم الاجتماعي مع الآخرين). عندما تُقتل امرأة أثناء مناوبته الليلية بالفندق، يصبح بارت المشتبه به الرئيسي، ومع إغلاق تحقيق الشرطة، يقوم بارت بإجراء اتصال شخصي مع شابة جميلة من نزلاء الفندق تُدعى أندريا، لكنه سرعان ما يدرك أنه يجب عليه إيقاف القاتل الحقيقي قبل أن تصبح أندريا الضحية التالية.

## استقبال الفيلم
حصل الفيلم على موقع الطماطم الفاسدة على تقييم مقداره 36% بناء على آراء 42 ناقد سينمائي، وكان نص الإجماع النقدي: "مع وجود أثنين من الممثلين لديهم الخيوط الكاريزمية ويكافحان لإحياء قصة سيئة التصور، يقوم الاخراج بإنهاء الفيلم سريعا، وقد يرغب المشاهد في أن يحذوا حذوه"، كما حصل الفيلم على موقع ميتاكريتيك على تقييم مقداره 44% بناء على آراء 11 ناقد سينمائي.

## روابط خارجية
- كاتب الليل  في قاعدة بيانات الأفلام على الإنترنت (بالإنجليزية)
- كاتب الليل (فلم 2020) في روتن توميتوز.
- كاتب الليل (فلم 2020) في موقع ميتاكريتيك.